# Franciszek Macharski

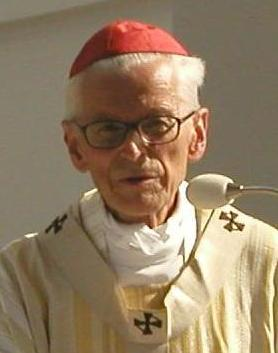
Franciszek Kardinal Macharski (2002)

Wappen von Franciszek Kardinal Macharski

 Franciszek Kardinal Macharski  (* 20. Mai 1927 in Krakau, Polen; † 2. August 2016 ebenda) war Erzbischof von Krakau. Er war Weggefährte von Karol Wojtyła, unterstützte während des kommunistischen Regimes die Demokratiebewegung und wirkte an der politischen Wende 1989 in Polen mit.

## Leben
Franciszek Macharski, der seine Schulausbildung mehrfach durch den Zweiten Weltkrieg unterbrechen musste und in geheimen Gymnasien sein Abitur absolvierte, trat nach dem Ende des Zweiten Weltkriegs in das theologische Seminar des Erzbistums Krakau ein, wo er unter anderem mit Karol Wojtyła studierte. Gleichzeitig mit der Ausbildung im Seminar absolvierte er das Studium der katholischen Theologie an der Jagiellonen-Universität.
Am 2. April 1950 empfing er durch den Krakauer Erzbischof Kardinal Adam Stefan Sapieha die Priesterweihe und wirkte für die folgenden sechs Jahre als Vikar in der Pfarrei Kozy. Von 1956 bis 1960 absolvierte Macharski ein Promotionsstudium in Fribourg (Schweiz), an dessen Ende er im Fach Pastoraltheologie promoviert wurde.
Von 1960 bis 1970 war er Spiritual am Seminar in Krakau und Dozent für Pastoraltheologie an der Päpstlichen Hochschule in derselben Stadt. Von 1970 bis 1977 leitete er dann das Seminar des Erzbistums Krakau als Rektor. 1977 ernannte ihn der damalige Erzbischof von Krakau, Kardinal Karol Wojtyła, zum Domkapitular des Metropolitankapitels der Wawelkathedrale, sowie zu seinem Privatsekretär.
Am 29. Dezember 1978 ernannte Papst Johannes Paul II. Macharski zu seinem Nachfolger als Erzbischof von Krakau. Die Bischofsweihe empfing er am 6. Januar des Folgejahres im Petersdom zu Rom durch den Papst persönlich. Mitkonsekratoren waren die Krakauer Weihbischöfe Julian Jan Groblicki und Stanisław Smoleński.
Nur ein halbes Jahr später nahm ihn Johannes Paul II. als Kardinalpriester mit der Titelkirche San Giovanni a Porta Latina in das Kardinalskollegium auf. Kardinal Macharski unterstützte wie Johannes Paul II. die Bewegung Solidarność. Nach dem Attentat auf den Papst am 13. Mai 1981 beteiligte er sich an der Organisation des weißen Marsches.
Er nahm am Konklave 2005 teil. Am 1. Juni 2005 nahm Benedikt XVI. sein altersbedingtes Rücktrittsgesuch an und ernannte Stanisław Dziwisz zu seinem Nachfolger. Am Konklave 2013 nahm Kardinal Macharski wegen Überschreitung der Altersgrenze nicht mehr teil.
Am 2. August 2016 verstarb Franciszek Macharski, nachdem ihn Papst Franziskus, der sich zum Weltjugendtag in Polen aufhielt, wenige Tage zuvor außerplanmäßig am Krankenbett besucht hatte. Der nach einem Sturz ins Koma gefallene Kardinal Macharski befand sich bereits seit Juni 2016 im Krankenhaus. Der polnische Präsident Andrzej Duda würdigte den Verstorbenen auf Twitter als „großen Polen und herausragenden Mann der Kirche“.

## Wirken

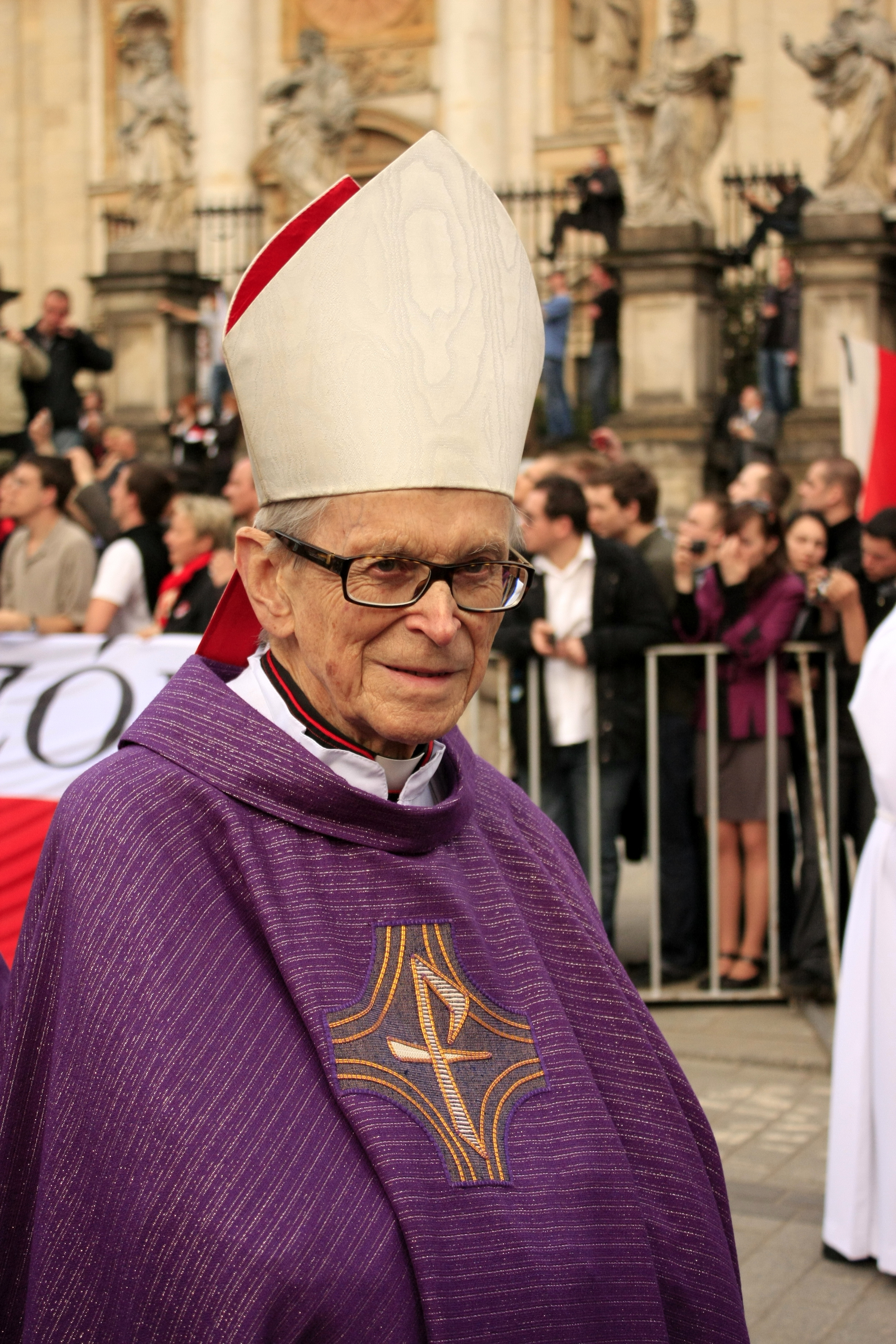
Kardinal Macharski bei der Beisetzung des polnischen Präsidenten Lech Kaczyński (2010)

Franciszek Macharski leitete als Co-Vorsitzender die Gemeinsame Kommission der kommunistischen Regierung und der Polnischen Bischofskonferenz während des politischen Umbruchs in den 1980er Jahren. Er engagierte sich für den Dialog der katholischen Kirche mit dem Judentum, förderte die Öffnung der polnischen Kirche zum Westen hin und trat vor allem für die Beziehungen zwischen Polen und Deutschen ein. Dafür wurde er mit dem Großen Bundesverdienstkreuz mit Stern des Verdienstordens der Bundesrepublik Deutschland ausgezeichnet (2000) und mit dem Großkreuz des Ordens Polonia Restituta, der zweithöchsten polnischen Auszeichnung geehrt (2013). Seit 2007 war er Offizier der französischen Ehrenlegion. Auf Antrag von Kindern erhielt er 1998 die internationale Auszeichnung als Kavalier des Ordens des Lächelns.
Kardinal Macharski gründete im Erzbistum Krakau zwei Wochenzeitschriften und das diözesane Radio Mariackie. Zudem setzte er sich stark für Familien in Not und Obdachlose ein.
Er war Ehrenbürger in zahlreichen polnischen Gemeinden, darunter Wieliczka (1995), Świątniki Górne (1997), Mszana Dolna (2000), Niedźwiedź (2000), Wadowice (2001), Jordanów (2002), Zabierzów (2002), Chrzanów (2004), Trzebinia (2004), Chełmek (2004) und Libiąż (2004). 2005 war er die erste Persönlichkeit, die mit der Medaille „Honoris Gratia“ des Bürgermeisters von Krakau ausgezeichnet wurde. 2015 erhielt er die Ehrenmedaille der Stadt Krakau in Silber.
Mit Ehrendoktorwürden der Universitäten Katholische Fu-Jen-Universität in Taiwan (1989), Adamson University in Manila auf den Philippinen (1989), Theologische Akademie Warschau (heute: Kardinal-Stefan-Wyszyński-Universität Warschau) in Warschau (1992), Theologische Akademie Krakau (heute: Päpstliche Universität Johannes Paul II. Krakau) (2000), Jagiellonen-Universität Krakau (2000), Katholische Péter-Pázmány-Universität Budapest (2002) wurde er ausgezeichnet. Er war Ehrenmitglied der Polnischen Akademie der Wissenschaften.
1993 wurde er zum Profess-Ehren- und Devotions-Großkreuz-Bailli des Souveränen Malteserordens und 2009 zum Großkreuzkaplan des Lazarus-Ordens ernannt.